# Turó de la Ribera
El Turó de la Ribera és una muntanya de 2.412 metres que es troba al municipi de Lladorre, a la comarca del Pallars Sobirà.